# Myelochroa nothofagi
Myelochroa nothofagi är en lavart som beskrevs av Elix. Myelochroa nothofagi ingår i släktet Myelochroa och familjen Parmeliaceae.   Inga underarter finns listade i Catalogue of Life.